# Fabrikgebäude Senffabrik

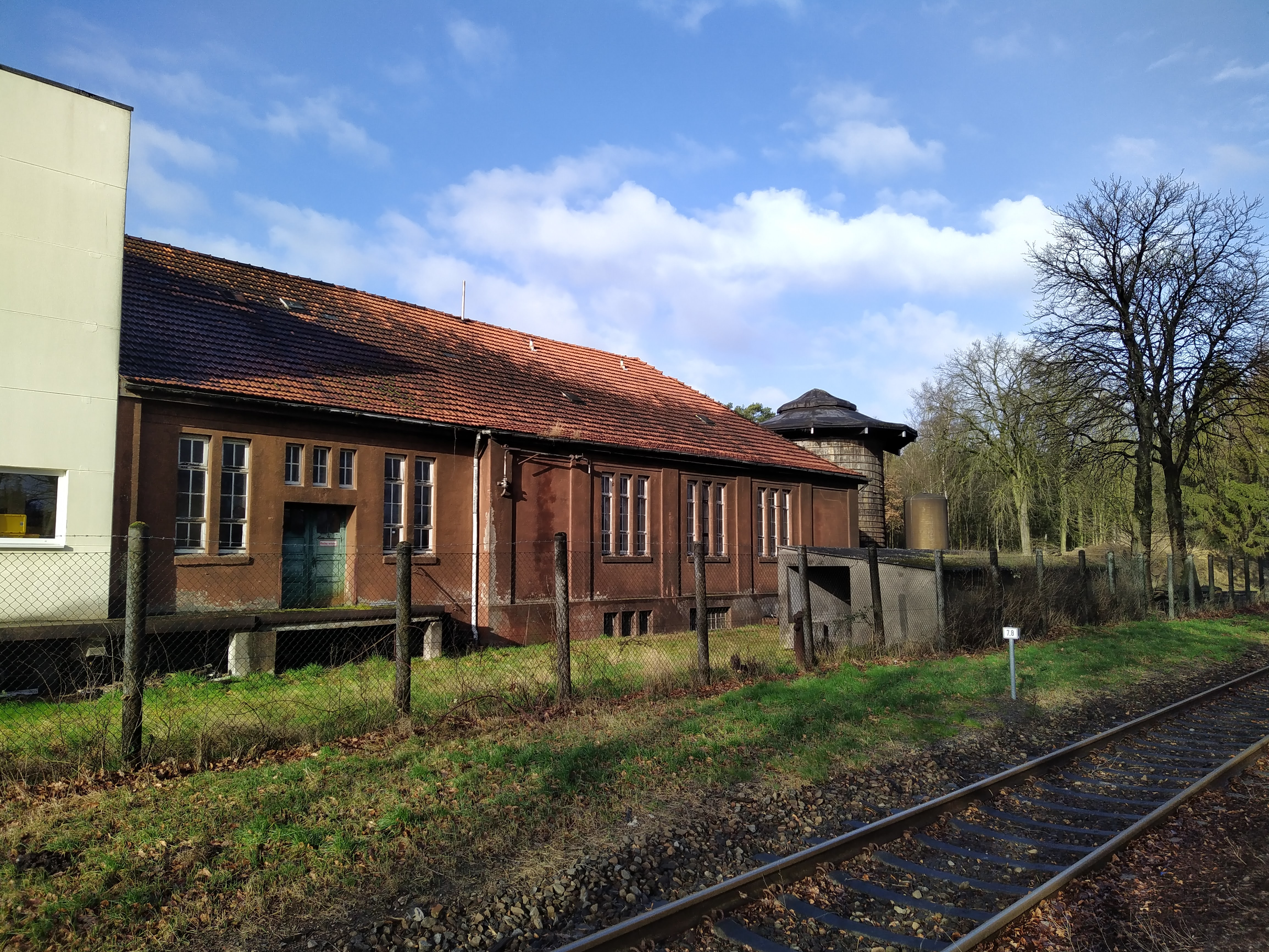
Fabrikgebäude mit Behälter

Das Fabrikgebäude (auch Essighaus) der Senffabrik Leman, Alexanderweg 75 in Eystrup in der niedersächsischen Samtgemeinde Grafschaft Hoya, stammt vom Anfang des 20. Jahrhunderts.
Die Gebäude der Fabrik werden saniert und sollen teils museal genutzt werden.
Das Gebäude steht unter Denkmalschutz (siehe auch Liste der Baudenkmale in Eystrup).

## Beschreibung und Geschichte
Das eingeschossige verputzte einfache Gebäude mit Sockel und Halb-Walmdach in Falzziegeldeckung wurde um 1914/15 gebaut. Die Fenster blieben erhalten. Innen stehen zwei große Holzbehälter mit je 50.000 Liter als Bildner für die Essigherstellung. Der außen stehende Reservebehälter fasst auch 50.000 Liter. Die Konstruktion entspricht der Bauweise von Holzfässern.
Das Gebäude steht am Ende der linken Seite der zwei langgestreckten Bauzeilen der Fabrikanlage.
Das Niedersächsische Landesamt für Denkmalpflege befand: „… geschichtliche Bedeutung … in stiltypischer Architektursprache des frühen 20. Jahrhunderts …“
Die Essig- & Senffabrik Ph. Leman wurde 1809 gegründet. 1873 wurde der Standort (Zur Zwillingslinde 2) und 1914 der heutige Standort am Bahnhof mit Gleisanschluss für die industrielle Fertigung errichtet. Am Ort entstanden dazu das Verwaltungsgebäude, die Werkstatt, das Kesselhaus, das Maschinenhaus, die Mühle und der Silo sowie das Fachwerkwohnhaus der Familie. Seit 1904 wurde auch Essig produziert. Leman ist (2023) die letzte bestehende Essig- und Senffabrik in Niedersachsen.
2011 gründete sich die Interessengemeinschaft Industriedenkmal Senffabrik Leman, um die historische Dampfmaschine wieder in Betrieb zu nehmen und der Öffentlichkeit zugänglich zu machen.